# 彼得·罗什卡
彼得·罗什卡（羅馬尼亞語：Petre Roșca，1922年10月22日—），罗马尼亚男子马术运动员。他曾代表罗马尼亚参加1980年夏季奥林匹克运动会马术比赛，获得团体盛装舞步赛铜牌。